# Păuca
Păuca – wieś w Rumunii, w okręgu Sybin, w gminie Păuca. W 2011 roku liczyła 618 mieszkańców.